# 臼田湧人
臼田 湧人（うすだ ゆうと、1999年6月12日 - ）は、ジャパンラグビーリーグワンヤクルトレビンズに所属するラグビーユニオン選手。

## プロフィール
- 東京都出身。
- ポジションはロック(LO)。
- 身長 183cm、体重 96kg。
- 中学時代には、ウィング(WTB)でもプレーしていた。[1]

## 来歴
2018年、國學院久我山高校卒業後、明治大学に入る。
2022年、明治大学卒業後、ヤクルトレビンズ(現・ヤクルトレビンズ戸田)に加入。